# خوسيه فيرنانديز
خوسيه فيرنانديز هو مبارز بالسيف برتغالي، ولد في 12 سبتمبر 1934 في لشبونة في البرتغال.

## وصلات خارجية
- خوسيه فيرنانديز على موقع أوليمبيديا (الإنجليزية)